# Casa del 17 del Carrer de Sant Joan
La Casa del 17 del Carrer de Sant Joan és un edifici de la vila de Vilafranca de Conflent, a la comarca d'aquest nom, de la Catalunya del Nord.
Està situada en el número 17 del carrer de Sant Joan, a la zona nord-occidental de la vila. Li correspon el número 15 del cadastre.

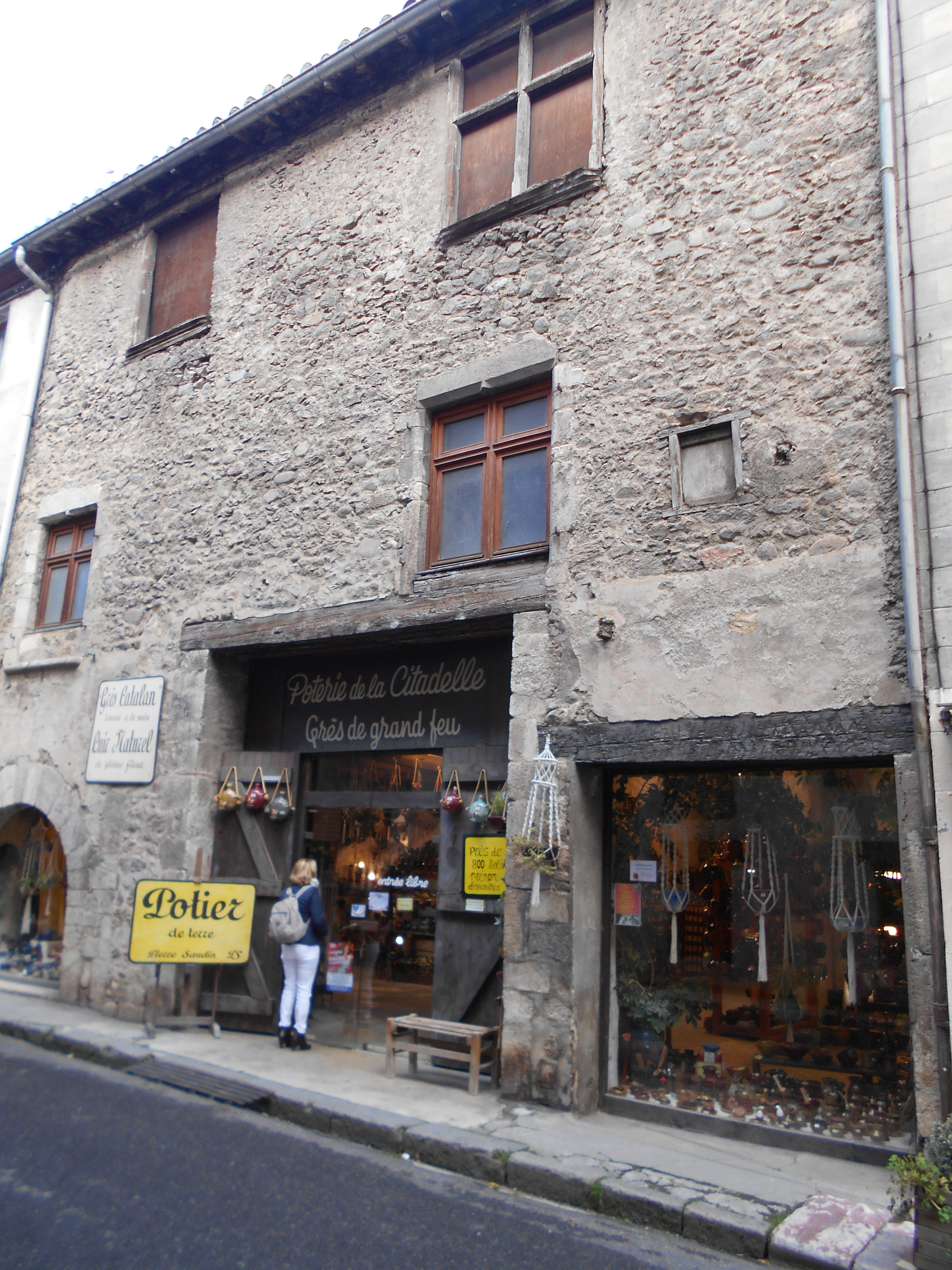
Detall de la façana

És un edifici ample, possiblement en haver reunit dues parcel·les, primitivament. A la façana presenta una mamposteria basta feta de còdols. A la planta baixa, a l'esquerra hi ha una arcada de punt rodó, de poca alçada, que arrenca de la mateixa cantonera de la casa. És feta amb dovelles extradossades, amb les arestes vives. A la dreta hi ha una gran portalada, molt alta, quasi quadrada, amb la llinda formada per una gran biga de fusta. En els dos pisos superiors hi ha dues finestres a cada pis, del segle xv, en forma de creu.